# Bulletin of the American Schools of Oriental Research
Il Bulletin of the American Schools of Oriental Research è una delle tre riviste accademiche pubblicate dalla American Schools of Oriental Research. Iniziò come Bulletin of the American School of Oriental Research in Jerusalem nel 1919. 
Ha preso il suo nome definitivo nel 1921.